# Świstak tienszański
Świstak tienszański, świstak Menzbiera (Marmota menzbieri) – gryzoń z rodziny wiewiórkowatych, jeden z przedstawicieli rodzaju Marmota.
Opis: Niezbyt duży (waga od 2 do 5 kg), sierść jednolicie brązowa, jaśniejsza kryza wokół policzków. 
Siedlisko: Zamieszkuje góry Tienszan, a także góry Kazachstanu i Kirgistanu. 
Zachowanie i liczebność: Nieznane. 
Zwierzę zostało nazwane na cześć rosyjskiego zoologa i ewolucjonisty Michaiła Menzbira.